# Fairy (album de Yukiko Okada)
Albums de Yukiko Okada
Cinderella
(5 septembre 1984) Jūgatsu no Ningyo
(18 septembre 1985)
Compilations par Yukiko Okada
Okurimono
(28 novembre 1984) Okurimono II
(novembre 1985)
Singles
1. Futari Dake no Ceremony
Sortie : 21 avril 1984

Fairy (écrit FAIRY ; trad. : « Fée ») est le deuxième album studio de la chanteuse pop japonaise Yukiko Okada sorti en mars 1985.

## Détails
L'album sort le 21 mars 1985 sous le label Canyon (plus tard renommé Pony Canyon), soit six mois après le premier album de la chanteuse, intitulé Cinderella, et quatre mois après la première compilation intitulée Okurimono, sous plusieurs formats : dans un premier temps sous format vinyle (disque de l'époque) ainsi que dans un deuxième temps en cassette audio et en CD.
L'opus, dont les chansons ont été produites et arrangées par Masataka Matsutōya, comprend au total dix chansons dont une intitulée Futari Dake no Ceremony sortie deux mois auparavant en single, mais sortie ici sous une version remaniée pour l'album.

## Classement
Cet album atteint la 2e place du classement hebdomadaire des ventes de l'Oricon et s'est vendu à cette époque pour un total de 99 000 exemplaires.

## Liste des titres
| LP    | LP                                                             | LP                 | LP                 | LP    | LP | LP | LP | LP | LP |
| No    | Titre                                                          | Musique            | Auteur             | Durée |    |    |    |    |    |
| ----- | -------------------------------------------------------------- | ------------------ | ------------------ | ----- | -- | -- | -- | -- | -- |
| 1.    | Kaze no Mahō de... (風の魔法で...)                             | Ami Ozaki          | Jun Natsume        | 4:47  |    |    |    |    |    |
| 2.    | Walking In The Moonlight                                       | Mayumi Horikawa    | Noriko Miura       | 4:06  |    |    |    |    |    |
| 3.    | Me wo Samashite, Darling (目をさまして、Darling)               | Koji Makaino       | Kanchinfa          | 4:16  |    |    |    |    |    |
| 4.    | Futari Dake no Ceremony (Album Version) (二人だけのセレモニー) | Ami Ozaki          | Jun Natsume        | 3:32  |    |    |    |    |    |
| 5.    | Mori no Fairy (森のフェアリー)                                 | Tetsurō Kashibuchi | Tetsurō Kashibuchi | 4:12  |    |    |    |    |    |
| 6.    | Oshare na Amaoto (おしゃれな雨音)                              | Masataka Matsutōya | Kumiko Yoshizawa   | 4:21  |    |    |    |    |    |
| 7.    | Stripe no Jealously (ストライプのジェラシー)                   | Koji Makaino       | Noriko Miura       | 4:01  |    |    |    |    |    |
| 8.    | Lady Joker                                                     | Mayumi Horikawa    | Kumiko Yoshizawa   | 4:03  |    |    |    |    |    |
| 9.    | Anata wo Wasureru Mahō ga Areba (あなたを忘れる魔法があれば)   | Masataka Matsutōya | Kanchinfa          | 4:25  |    |    |    |    |    |
| 10.   | Pop Up Licennes (ポップ・アップ・リセエンヌ)                   | Tetsurō Kashibuchi | Tetsurō Kashibuchi | 4:17  |    |    |    |    |    |
| 42:02 |                                                                |                    |                    |       |    |    |    |    |    |